# Euphorbia halipedicola
Euphorbia halipedicola es una especie fanerógama perteneciente a la familia de las euforbiáceas. Es endémica de Mozambique y Tanzania.

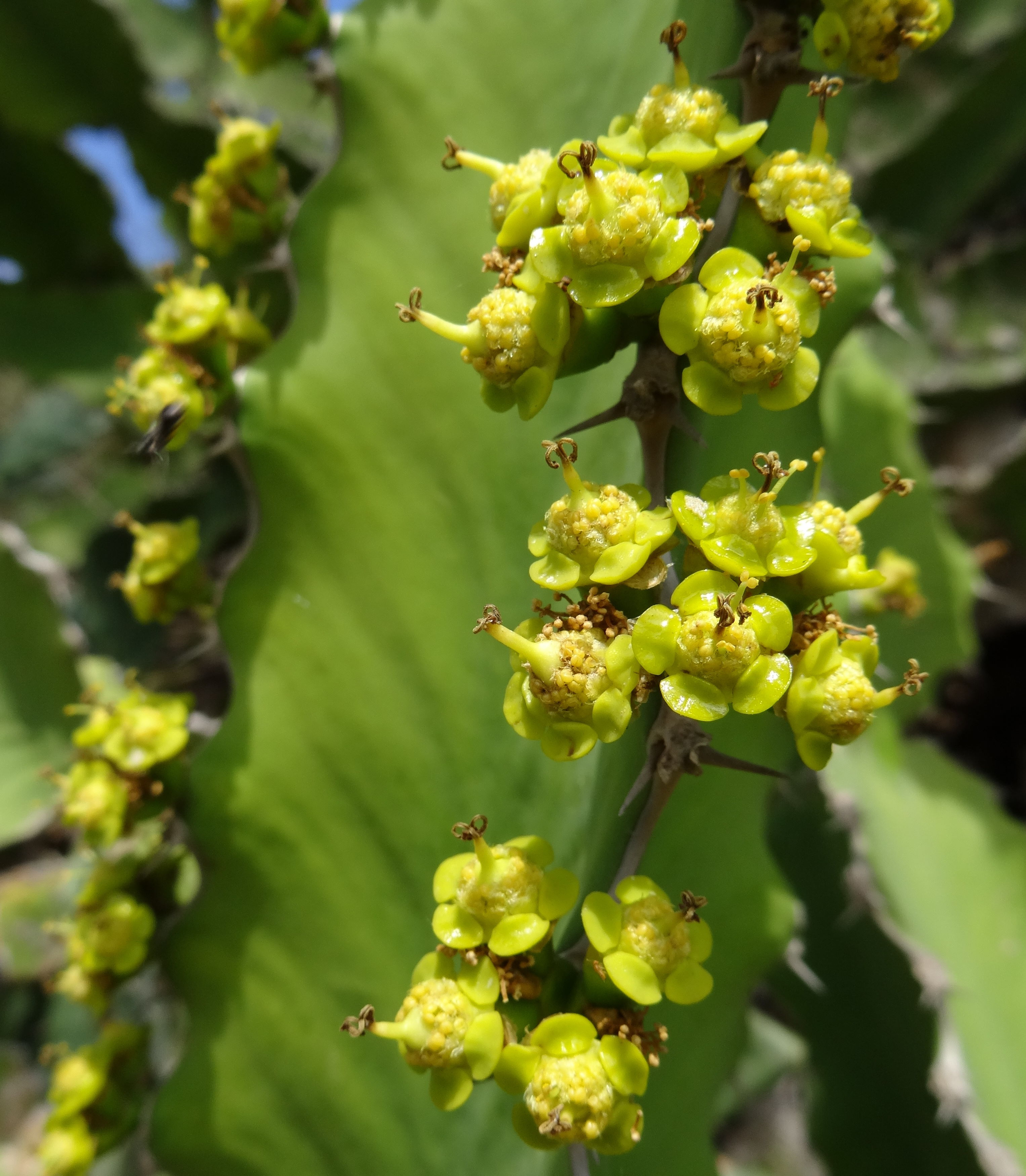
Flores

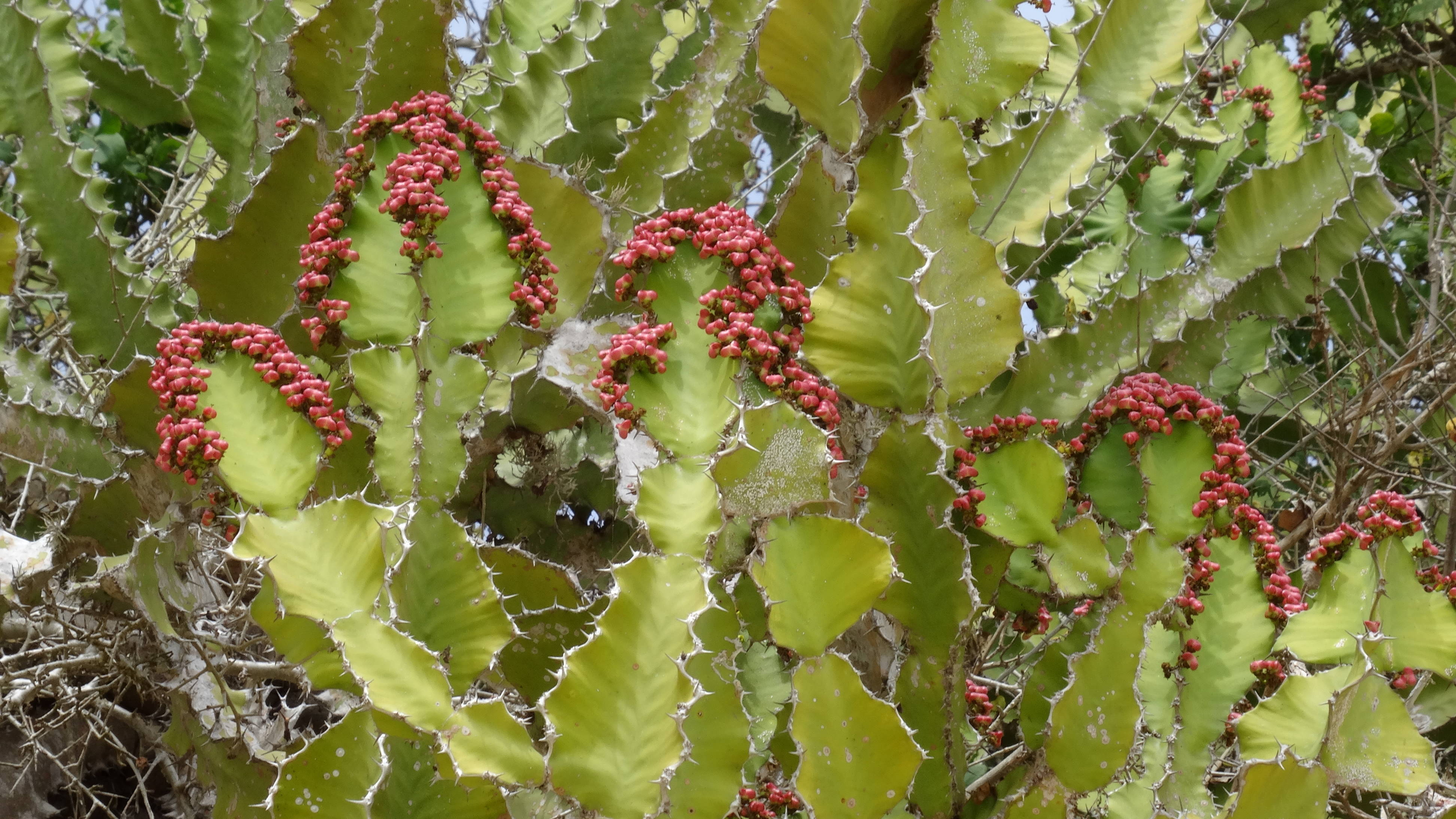
Detalle de la planta

## Descripción
Arbusto o árbol suculento que alcanza un tamaño de 4-5 m de altura (a veces hasta 10 m), con un tronco robusto y extendido, en un primer momento descendente, con ramas arqueado-ascendentes, por lo general, finalmente, erectas, todo lo cual con frecuencia exceden el tronco central.

## Ecología
Áreas de vleis estacional o perenne, por lo general en o en los márgenes de matorrales y pequeños parches de bosque, a menudo en asociación con Euphorbia lividiflora, Aloe marlothii, Hyphaene sp ..
Cercana de Euphorbia breviarticulata. Las muestras más abundantes tienen la apariencia general, desde la distancia, de especímenes de Euphorbia cooperi.

## Taxonomía
Euphorbia halipedicola fue descrita por Leslie Charles Leach y publicado en Journal of South African Botany 39: 9. 1964.
Etimología
Euphorbia: nombre genérico que deriva del médico griego del rey Juba II de Mauritania (52 a 50 a. C. - 23), Euphorbus, en su honor – o en alusión a su gran vientre –  ya que usaba médicamente Euphorbia resinifera. En 1753 Carlos Linneo asignó el nombre a todo el género.
halipedicola: epíteto